# Cry Cry Cry (Wolf Parade)
Cry Cry Cry è il quarto album in studio del gruppo musicale canadese Wolf Parade, pubblicato nel 2017.

## Tracce
1. Lazarus Online – 3:26 (Spencer Krug)
2. You're Dreaming – 3:39 (Dan Boeckner)
3. Valley Boy – 3:39 (Krug)
4. Incantation – 4:23 (Boeckner)
5. Flies on the Sun – 3:43 (Boeckner)
6. Baby Blue – 6:00 (Krug)
7. Weaponized – 6:40 (Boeckner)
8. Who Are Ya – 3:44 (Krug)
9. Am I an Alien Here – 3:36 (Krug)
10. Artificial Life – 3:48 (Boeckner)
11. King of Piss and Paper – 4:48 (Krug)